# James Spaulding
James Spaulding, (Indianapolis, 1937. július 30. –) amerikai szaxofonos, fuvolás.

## Pályafutása
James Ralph Spaulding Jr. az Amerikai Egyesült Államokban, Indianapolisban született. A Chicago Cosmopolitan School of Music-ban tanult. 1957-61 ben Sun Ra zenekarának volt a tagja. Az 1960-as években stúdiózenészként dolgozott a Blue Note Recordsnál, ahol Wayne Shorterrel, Horace Silverrel és Stanley Turrentine-nal készített felvételeket.
Tagja volt Freddie Hubbard kvintettjének és a World Saxophone Quartetnek is.
Ezt követően olyan poszt-bop zenészekkel dolgozott együtt, mint Max Roach, Randy Weston és Woody Shaw. Az 1970-es években a Duke Ellington Orchestra-ban játszott. Az 1980-as években Spaulding Ricky Forddal − egy oktett tagjaként − David Murray-vel dolgozott.

## Albumok
- 1976: James Spaulding Plays the Legacy of Duke Ellington
- 1988: Gotstabe a Better Way!
- 1988: Brilliant Corners
- 1991: Songs of Courage
- 1993: Blues Nexus
- 1997: The Smile of the Snake
- 1999: Escapade
- 2001: Blues Up & Over
- 2005: Round to It Vol. 2
- 2006: Down With It

## Fordítás
Ez a szócikk részben vagy egészben  a   James Spaulding című angol Wikipédia-szócikk ezen változatának fordításán alapul.  Az eredeti cikk szerkesztőit annak laptörténete sorolja fel. Ez a jelzés csupán a megfogalmazás eredetét és a szerzői jogokat jelzi, nem szolgál a cikkben szereplő információk forrásmegjelöléseként.